# Shinji Morisue
Shinji Morisue (japanisch 森末 慎二, Morisue Shinji; * 22. Mai 1957 in Okayama) ist ein ehemaliger japanischer Turner.

## Erfolge
Shinji Morisue gehörte 1984 zur japanischen Delegation bei den Olympischen Spielen in Los Angeles. Im Einzelmehrkampf belegte er den 16. Platz und verpasste die Finalqualifikation, da drei seiner Landsmänner ein besseres Ergebnis erzielt hatten und nicht mehr als drei Turner einer Nation ins Finale einziehen konnten. Am Boden schloss er den Wettbewerb auf dem 13. Rang ab, an den Ringen wurde er 33., am Pauschenpferd erreichte er den 34. Platz und am Barren belegte er Platz 35. Am Pferdsprung zog er mit 19,70 Punkten in sein erstes Finale ein, das er mit 19,825 beendete. Der Chinese Lou Yun wurde mit 19,950 Punkten Olympiasieger, während Morisue zusammen mit dem Chinesen Li Ning, dem US-Amerikaner Mitchell Gaylord und seinem Landsmann Kōji Gushiken, die allesamt ebenfalls 19,825 Punkte erzielten, die Silbermedaille erhielt. Am Reck gelang Morisue sowohl in der Qualifikation als auch im Finale eine perfekte Wertung von 20,0, womit er vor Tong Fei aus China sowie Kōji Gushiken Olympiasieger wurde und die Goldmedaille gewann. Seine dritte Medaille bei den Spielen gewann Morisue zusammen mit Kōji Gushiken, Noritoshi Hirata, Nobuyuki Kajitani, Kōji Sotomura und Kyōji Yamawaki im Mannschaftsmehrkampf, den die japanische Equipe mit 586,700 Punkten hinter der siegreichen US-amerikanischen sowie der chinesischen Equipe auf dem Bronzerang beendete.
Bereits bei den Weltmeisterschaften 1983 in Budapest hatte sich Morisue im Mannschaftsmehrkampf mit Kōji Gushiken, Nobuyuki Kajitani, Kōji Sotomura, Mitsuaki Watanabe und Noritoshi Hirata die Bronzemedaille gesichert.